# George Yonashiro
George Yonashiro (与那城 ジョージ Yonashiro George?,  nacido el 28 de noviembre de 1950 en São Paulo) es un exfutbolista japonés que se desempeñaba como centrocampista.
En 1985, Yonashiro jugó 2 veces para la Selección de Japón.

## Trayectoria

### Clubes
| Club    | País  | Año         |
| ------- | ----- | ----------- |
| Yomiuri | Japón | 1972 - 1986 |

### Selección nacional
| Selección | País  | Año  |
| --------- | ----- | ---- |
| Absoluta  | Japón | 1985 |

## Estadística de equipo nacional
| Selección de Japón | Selección de Japón | Selección de Japón |
| Año                | Part.              | Goles              |
| ------------------ | ------------------ | ------------------ |
| 1985               | 2                  | 0                  |
| Total              | 2                  | 0                  |

## Palmarés

### Títulos nacionales
| Título                   | Club    | País  | Año  |
| ------------------------ | ------- | ----- | ---- |
| Copa Japan Soccer League | Yomiuri | Japón | 1979 |
| Japan Soccer League      | Yomiuri | Japón | 1983 |
| Copa del Emperador       | Yomiuri | Japón | 1984 |
| Japan Soccer League      | Yomiuri | Japón | 1984 |
| Copa Japan Soccer League | Yomiuri | Japón | 1985 |

### Distinciones individuales
| Distinción                  | Año  |
| --------------------------- | ---- |
| Japan Soccer League Best XI | 1979 |
| Japan Soccer League Best XI | 1980 |
| Japan Soccer League Best XI | 1981 |
| Japan Soccer League Best XI | 1983 |
| Japan Soccer League Best XI | 1984 |